# Hendrik Willem Mesdag

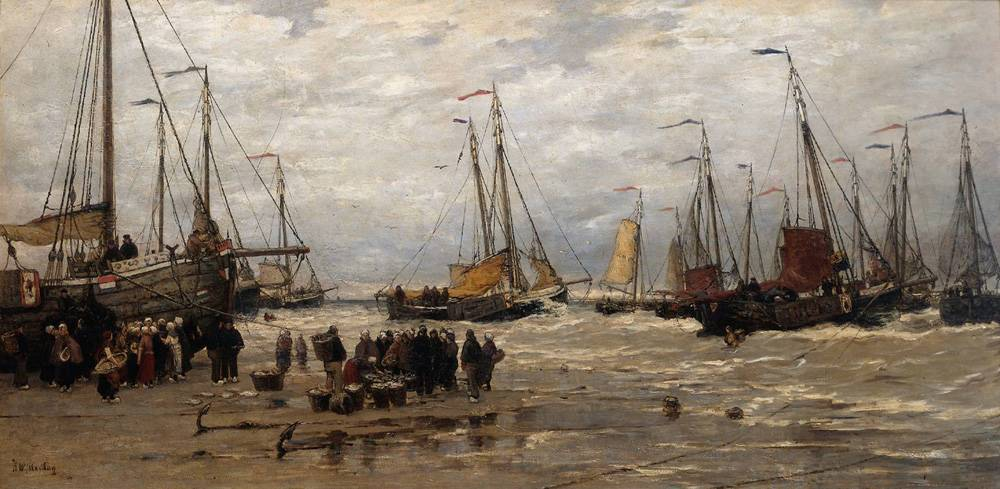
Pincs en les onades, c. 1880

Hendrik Willem Mesdag (Groningen, 23 de febrer de 1831 – La Haia, 10 de juliol de 1915) fou un pintor de marines neerlandès, adscrit a l'Escola de la Haia.

## Biografia

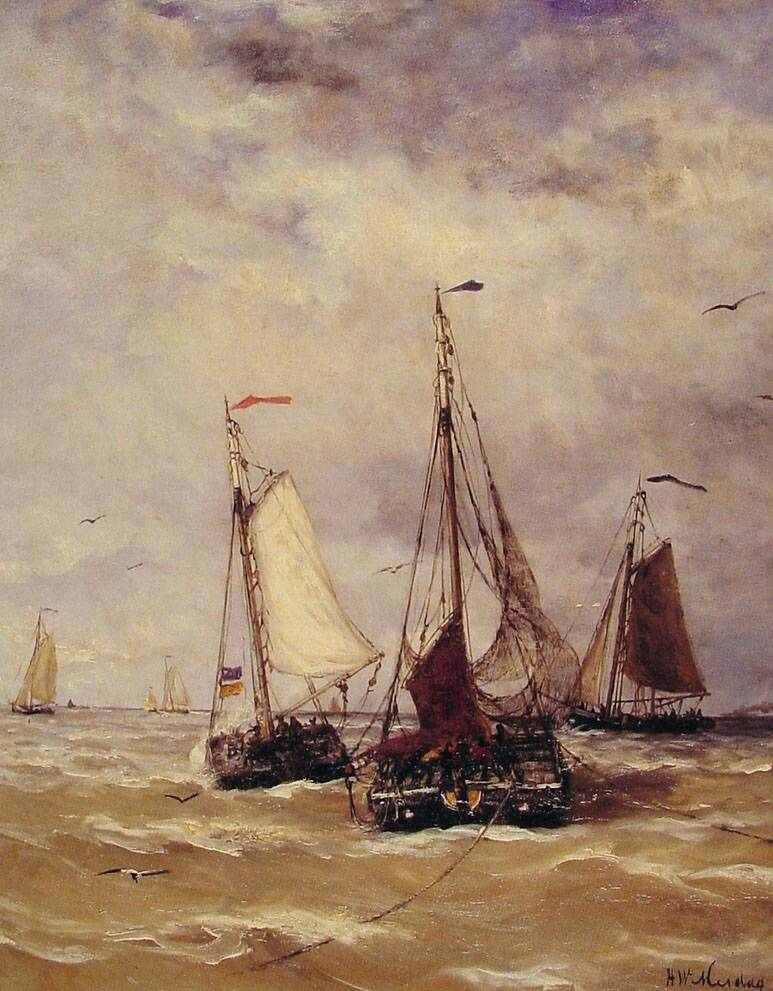
Preparacions per a la sortida

Va néixer a Groningen, fill del banquer Klaas Mesdag i la seva muller Johanna Wilhelmina van Giffen. Mesdag era animat pel seu pare, un pintor afeccionat, per estudiar art. Es casà amb Sina van Houten el 1856, i quan heretaren una fortuna del seu pare, Mesdag es retirà del banc per seguir una carrera com a pintor.
Estudià a Brussel·les amb Willem Roelofs i l'any 1868 passava a La Haia per pintar el mar. El 1870 exposà al Saló De París i guanyava la medalla d'or per Les Onades del Cap al Nord Mar.
El 1880 rebé una comissió d'una companyia belga per pintar un panorama donant una vista sobre el poble de Scheveningen sobre la costa de Mar del Nord prop de la Haia. Amb l'ajuda de Sina i d'altres estudiants completà l'enorme pintura (Panorama Mesdag), 14 m alt i 120 m d'amplada per 1881. Tanmateix, la moda de panorames estava arribant al final, i quan la companyia feu fallida l'any 1886, Mesdag adquirí la pintura en una subhasta i després finançà les seves pèrdues operatives des de la seva pròpia butxaca.
Seguí la societat d'art de la Haia (el Pulchri Studio) i el 1889 en fou elegit president. El 1903 donà la seva casa a Laan van Meerdervoort i la seva col·lecció de pintures als Països Baixos; la casa és ara el Museu Mesdag.